# Alfornón
Alfornón es una localidad y pedanía española perteneciente al municipio de Sorvilán, en la provincia de Granada, comunidad autónoma de Andalucía. Está situada en la parte nororiental de la comarca de la Costa Granadina. Cerca de esta localidad se encuentran los núcleos de La Dehesa, Salas-Contraviesa, Polopos, Rubite, Sorvilán capital y Polopos.
En el pueblo destaca por su especial belleza paisajística el Barranco de la Moheda, en cuyas inmediaciones existen numerosas fuentes de aguas frías.

## Toponimia
El nombre de Alfornón proviene de la castellanización del árabe al-Furan cuyo significado es "el horno".

## Geografía
Alfornón está situado al norte de Sorvilán, al sur de Torvizcón, al oeste de Albondón y al este de Rubite. Se encuentra a una altitud de 893 m sobre el nivel del mar.

## Historia
Fundado por los bereberes en el siglo XIV, al norte de la entonces alquería de Sorvilán. En 1571, tras la expulsión de los moriscos debido a la rebelión de las Alpujarras, a Alfornón —al igual que al resto de Granada— llegaron familias del norte de España (León, Galicia, Asturias y Castilla-La Mancha) con intención de repoblar la comarca ya que al no haber moriscos, La Alpujarra quedaría desolada y sus bienes como los viñedos y los almendros no se podrían aprovechar. Tras la repoblación, se empezó a roturar masivamente las tierras y a talar todos los encinares dejando la zona casi sin especímenes de este tipo. Las viñas se expandieron por toda la comarca y Alfornón empezó a convertirse en uno de los mayores exportadores de Granada, llegando sus vinos hasta Málaga o Jerez de la Frontera.
A finales del siglo XIX Alfornón tuvo relativa importancia en la zona. Para la ulterior transformación del vino, producto mayoritario de sus cosechas, existían en él al menos tres destilerías para la fabricación de licores.
Los edificios que albergaban dos de estas instalaciones, las calderas de Cristóbal González "Tobalico" y de Matías López, próximas ambas a la fuente pública, se han conservado hasta los años 1960 y, concretamente Matías López aún fabricaba aguardiente en la década de los 1940. Sus vendedores, garrafa al hombro, sujeta en un capacho de esparto, distribuían el licor por los pueblos cercanos, y a mayores distancias lo llevaban en carros tirados por mulos que hacían las rutas a Granada, Motril o Adra. Este mismo medio de transporte era el utilizado para vender las almendras, los cereales y los higos, los otros productos típicos de este lugar.
A finales de la dictadura franquista, Alfornón, al igual que muchos otros pueblos, empezó a sufrir la despoblación debida al trabajo ya que la mayoría se desplazaban a lugares con trabajo asegurado como Barcelona o Vizcaya, que en esos tiempos tenían falta de trabajadores. Y lo que antaño fueran más de medio millar de habitantes ya con suerte se sobrepasaban los cien.

## Demografía
Según el Instituto Nacional de Estadística de España, en el año 2024 Alfornón contaba con 75 habitantes empadronados, lo que representa el 14,68 % de la población total del municipio.

### Evolución de la población
| Gráfica de evolución demográfica de Alfornón entre 2014 y 2024 |
|                                                                |
| Datos según el nomenclátor publicado por el INE                |

## Cultura

### Patrimonio
Entre sus monumentos más importantes destacan la iglesia de Alfornón, construida aproximadamente en el siglo XIX; el molino de Alfornón situado entre los dos barrancos; y la almazara de Francisco Cañas hecha en el siglo XIX.

### Fiestas
La fiesta de San Antón o fiesta de los Chiscos se celebra el 16 de enero, con hogueras al anochecer, degustación de productos de la matanza y de los vinos nuevos. Tiene un carácter vecinal.
El día de la Cultura Tradicional es el tercer fin de semana de abril; fiesta de las tradiciones donde el pueblo se convierte en escenario de su cultura intangible y los propios vecinos en actores. Hay exposiciones, tradición oral y degustación de asadura matancera.
San Marcos, el 25 de abril, incluye misa y procesión, bendición de los campos y animales.
La fiesta de San Roque, patrón de Alfornón, los días 16 y 17 de agosto, en la que hay verbena nocturna, actividades culturales, deportivas y lúdicas y una procesión.
Por último destacar en Navidades el día de la Rosca, el 26 de diciembre, tradición en la que los miembros de la comisión de fiestas recorren el pueblo con una rosca de pan sostenida en una caña. Cantan y bailan hasta el amanecer.